# Cantiveros
Cantiveros es un municipio y localidad española de la provincia de Ávila, en la comunidad autónoma de Castilla y León. El término municipal tiene una población de 99 habitantes (INE 2024).

## Geografía
La localidad está situada a una altitud de 875 m sobre el nivel del mar.
| Noroeste: Cisla      | Norte: Bernuy-Zapardiel | Noreste: Bernuy-Zapardiel |
| Oeste: Cisla         |                         | Este: Constanzana         |
| Suroeste: Fontiveros | Sur: Fontiveros         | Sureste: Constanzana      |

## Historia
Hacia mediados del siglo XIX, la villa tenía contabilizada una población de 189 habitantes. Aparece descrita en el quinto volumen del Diccionario geográfico-estadístico-histórico de España y sus posesiones de Ultramar de Pascual Madoz de la siguiente manera:

CANTIBEROS: v. con ayunt. de la prov. y dioc. de Avila (7 leg.), part. jud. de Arévalo (4 1/2), aud. terr. de Madrid (22) c. g. de Castilla la Vieja (Valladolid 14): sit. en terreno bastante llano, le combaten todos los vientos, y su clima es propenso á fiebres intermitentes: tiene 50 casas, de un solo piso y con las comodidades necesarias al género de vida de sus habitantes; la de ayunt. una plaza de figura cuadrilonga; una fuente de dos caños, de la que se utilizan los vec. para sus usos, haciéndolo para el de los ganados de otra muy profunda; escuela de instruccion primaria, comun á ambos sexos, á cargo de un maestro, con la dotacion de 200 y una igl. parr. (San Miguel Arcangel) servida por un párroco (cuyo curato es de entrada), y un beneficio simple servidero, actualmente vacante por lo cual levanta las cargas el párroco; ambos son de presentacion de S. M. en los meses apostólicos y del obispo en los ordinarios: el cementerio se halla en parage que no ofende la salud pública; hay 2 ermitas (Ntra. Sra. de la Vega, y la Vera-Cruz.) Confina el térm. N. Bernuy de Zapardiel; E. Jaraíces; S. Fontiberos, y O. Cisla, pasa por él, el r. Zapardiel, de curso perenne aunque de corto caudal, un arroyo denominado Regato, atraviesa el pueblo marchando de E. á O. de escaso caudal y de curso interrumpido con frecuencia: sobre él hay un puente de cal y canto. El terreno en lo general es llano, pedregroso y de miga (fertilidad general 7 por l) abraza 2,400 fan. de tierra cultivada, y 40 incultas; de las cultivadas 700 son de 1.ª clase, destinadas á cebada y trigo, 1,100 de 2.ª á trigo y algarrobas, y 600 de 3.ª á centeno: se siembra cada año la mitad de las fan. y la otra mitad descansa, hay tambien algunos pastos. caminos: los de pueblo á pueblo en mediano estado; pero en el invierno muy lleno de lodo por ser terreno muy arcilloso. El correo se recibe de la adm. de Madrigal. prod.: lo ya referido, garbanzos y algunas legumbres, mantiene ganado lanar y vacuno; cria caza de liebres y perdices, hay pesca menor. ind.: la agrícola, y cuatro hornos de cal. comercio: esportacion de los frutos sobrantes á los mercados de Arévalo, Peñaranda de Bracamonte y Medina del Campo, en cuyos puntos se surten los vec. de esta v. de todo lo necesario. pobl. 46 vec. 189 alm. cap. prod. 798,250 rs. imp. 31,930. ind. y fabril 3,500. contr. 6,834 rs. con 3 mrs.
(Madoz, 1846, p. 476)

## Demografía
Cantiveros cuenta con una población de 99 habitantes (INE 2024).
| Gráfica de evolución demográfica de Cantiveros entre 1842 y 2021                                                      |
| |
| Población de derecho según los censos de población del INE. Población de hecho según los censos de población del INE. |

## Patrimonio

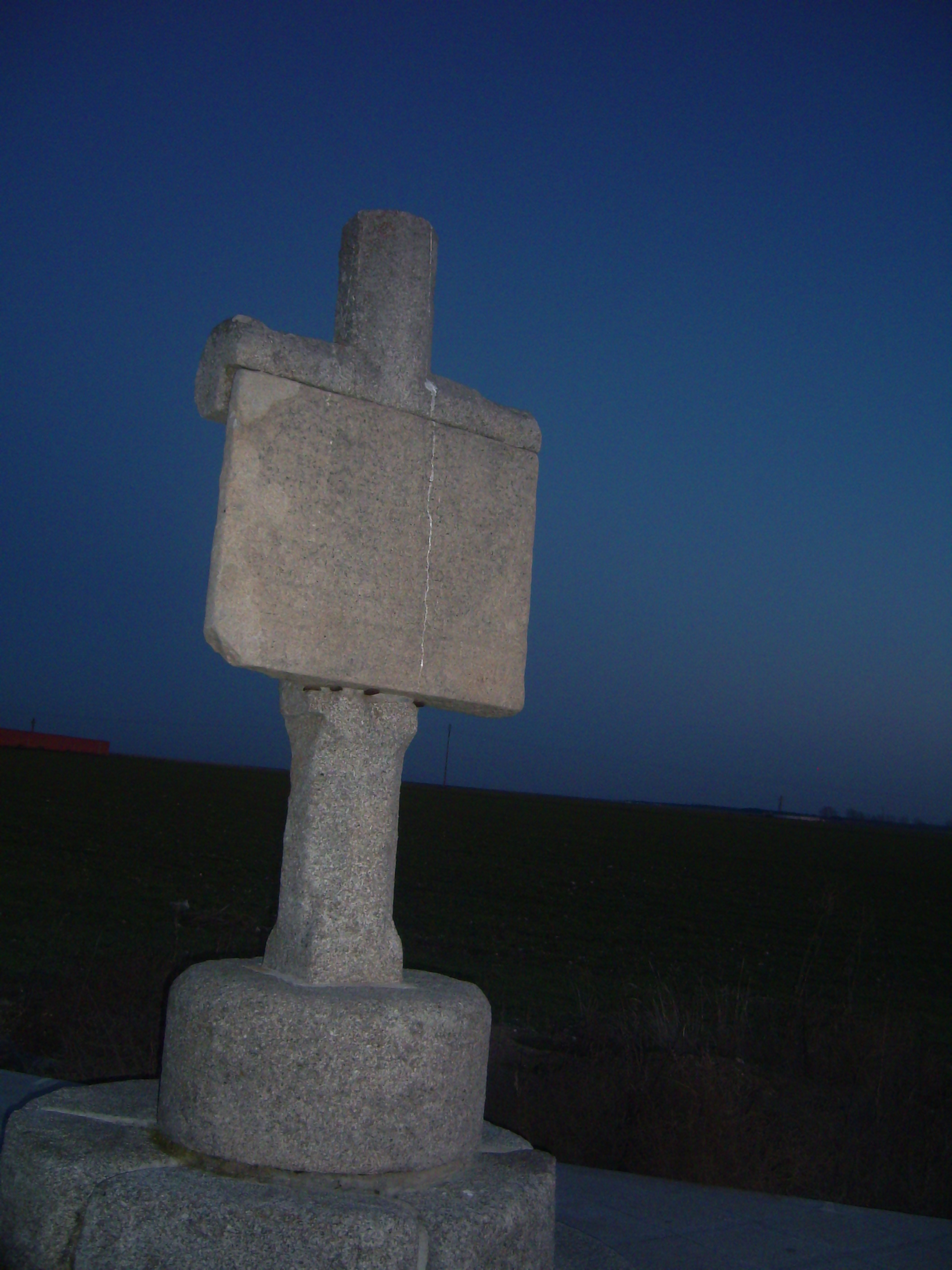
Cruz del Reto de Blasco Jimeno

En el municipio se encuentra una iglesia bajo la advocación de San Miguel Arcángel, además de la Cruz del Reto de Blasco Jimeno.